# Tanjung Selor
Tanjung Selor, gelegen in het regentschap Bulungan, is de hoofdstad van de op 25 oktober 2012 gevormde provincie Noord-Kalimantan, op het Indonesische eiland Borneo. Voordien behoorde het regentschap tot het grondgebied van de provincie Oost-Kalimantan. De stad heeft ongeveer 30.000 inwoners (2010).
Het bij deze stad behorende vliegveld is Tanjung Harapan Airport.

## Bekende personen
Geboren in Tanjung Selor:
- 1918: Charles Jongejans, Nederlands grafisch ontwerper

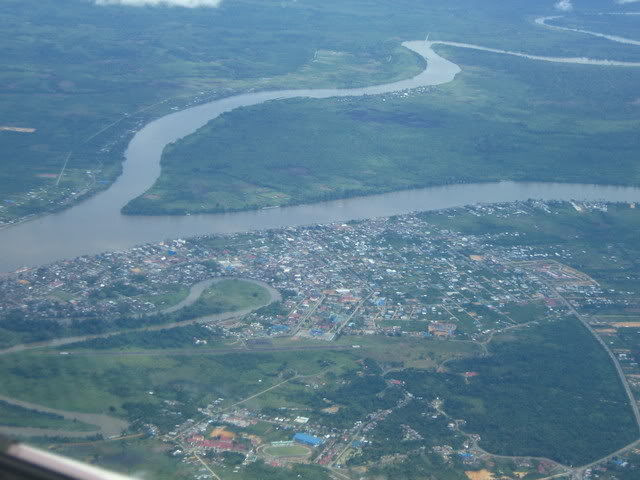
Luchtfoto van Tanjung Selor.